# 国際連合安全保障理事会決議36
国際連合安全保障理事会決議36（こくさいれんごうあんぜんほしょうりじかいけつぎ36、英: United Nations Security Council Resolution 36, UNSCR36）は、1947年11月1日に国際連合安全保障理事会で採択された決議。インドネシア情勢に関して、インドネシア独立戦争の3回目の停戦要請をするのものである。

## 概要
領事委員会の報告によれば、インドネシア独立戦争においてどちらの側（オランダとインドネシア共和党員）も国際連合安全保障理事会決議27に定める停戦を遵守する試みがなされていないことを受けて、決議では、関係者に対し、決議を発効させるための措置を講じるよう求めた。なお停戦の再要請が国際連合安全保障理事会決議32になされているため、停戦要請はこれで3度目である。
採択の前月にあたる10月には決議第31号で設立された仲裁委員会の代表がジャカルタに到着し、新たな停戦協定の締結へ向けて努力していくことになっていた。また12月から翌年にかけての交渉の末レンヴィル協定が結ばれることとなるが、最終的に戦争の終結には失敗することとなる。

## 詳細
以下はその和訳。
安全保障理事会は、
敵対行為の停止に関する1947年8月1日の理事会決議第27号（1947年）が完全には効力を発揮していないことを示す1947年10月14日付の領事委員会の報告書を受領し9、留意した上で、
同報告書によれば、いずれの側も同決議の効力を発揮させる手段について相手側と合意に達する試みを行っていないことに留意し、
1. 関係当事者に対し、停戦決議を有効にするために採用すべき手段について、直接または善意の委員会を通じて、直ちに相互に協議するよう求めるとともに、合意が得られるまでは、停戦決議に反する活動または活動の扇動を中止し、生命および財産を保護するための適切な措置を講じることを求める。
2. 善意の委員会に対し、停戦決議の遵守を確保するための取り決めについて、当事者が合意に達することを支援するよう要請する。
3. 領事委員会に対し、軍の補助者と一緒に 領事委員会とその軍人補佐官が、調停委員会にサービスを提供するよう要請する。
4. 関係当事国、調停委員会および領事委員会に対し、1947年8月4日に自国が占領していなかった領土に支配を拡大するために敵対行為によっていずれかの当事国の軍隊を使用することは、1947年8月1日の決議第27号（1947年）と矛盾することを意味すると解釈すべきであることを勧告する。
5. 軍隊の撤退が必要と思われる場合には、締約国に対し、1947年8月25日の決議30（1947）で言及されている協定をできるだけ早く締約国間で締結するよう求める。

9安全保障理事会の公式記録、第2年、特別補足資料No.4を参照のこと。

## その他
決議では、ポーランドからの反対が1票、またコロンビア、シリア、ソビエト連邦の3国が棄権したが、7票の賛成で承認された。